# Crévic
Crévic település Franciaországban, Meurthe-et-Moselle megyében. Lakosainak száma 944 fő (2022. január 1.). Crévic Anthelupt, Drouville, Flainval, Haraucourt, Maixe és Sommerviller községekkel határos.

## Népesség
A település népességének változása:
| Lakosok száma | 807  | 852  | 859  | 918  | 909  | 889  | 913  | 931  | 939  | 944  |
|               | 1968 | 1982 | 1990 | 2006 | 2013 | 2015 | 2017 | 2019 | 2020 | 2022 |